# Conservatório de Tatuí
O Conservatório Dramático e Musical Dr. Carlos de Campos, mais conhecido como Conservatório de Tatuí, é um conservatório público de música e arte dramática localizado na cidade de Tatuí. É administrado pela Sustenidos Organização Social de Cultura, qualificada como organização social da área de cultura no Governo do estado de São Paulo.

## O conservatório

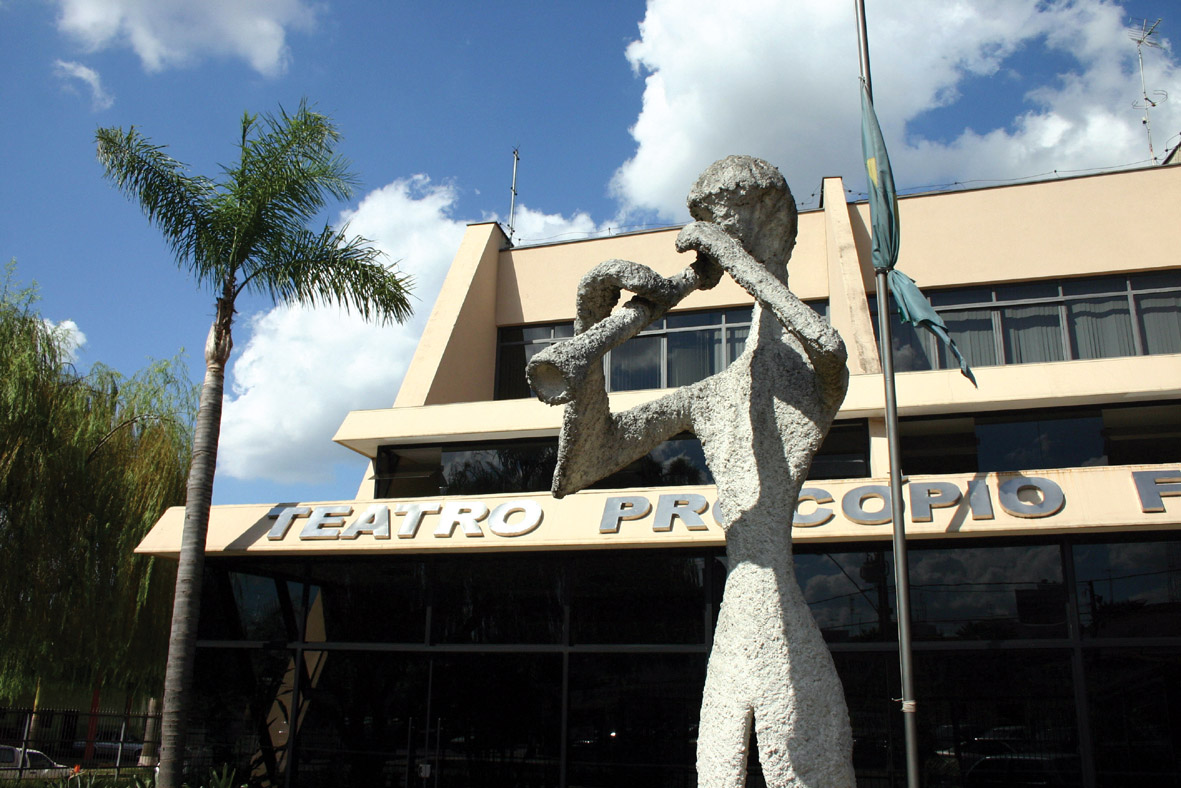
Teatro Procópio Ferreira

A instituição foi criada por uma lei estadual em 13 de abril de 1951 e fundada em 11 de agosto de 1954. O conservatório oferece gratuitamente mais de 100 cursos diferentes na área erudita e popular, com duração média de nove anos (além de dois anos de aperfeiçoamento, opcionais).
A escola forma instrumentistas, cantores, atores e luthiers. É uma das maiores e mais renomadas escolas musicais da América latina. Atende aproximadamente 2.000 alunos anualmente, vindos de todas as regiões do Brasil e, também, de outros países, como Argentina, Chile, Coreia do Sul, Equador, Estados Unidos, Japão, México, Peru, Portugal, Síria, Uruguai e Venezuela.
É considerado uma das mais bem-sucedidas ações culturais do Estado, e oferece ensino de excelência, com a missão de formar instrumentistas, cantores, atores, regentes, educadores e luthiers de alto nível. Sua importância no cenário musical é tão acentuada que garantiu à cidade de Tatuí o título de Capital da Música, aprovado por lei em janeiro de 2007. 
Além das disciplinas práticas, o conservatório oferece disciplinas teóricas e as de prática de conjunto, com destaque para a Orquestra Sinfônica do Conservatório de Tatuí. 

## Polo de São José do Rio Pardo
O Polo do Conservatório de Tatuí em São José do Rio Pardo é o único polo do Conservatório de Tatuí existente fora de sua cidade de origem. Criado em 2006, tem por objetivo formar instrumentistas na área de música clássica e atende aos interessados para os seguintes instrumentos: canto lírico, clarinete, flauta transversal, saxofone, trompa, trompete, trombone, bombardino, tuba, percussão sinfônica, piano, piano correpetidor, violino, viola, violoncelo, contrabaixo e violão clássico.